# Mimostrangalia cornix
Mimostrangalia cornix är en skalbaggsart som beskrevs av Holzschuh 2007. Mimostrangalia cornix ingår i släktet Mimostrangalia och familjen långhorningar. Inga underarter finns listade i Catalogue of Life.